# Nunatak Voshod-5
Nunatak Voshod-5 är en nunatak i Antarktis. Den ligger i Östantarktis. Nya Zeeland gör anspråk på området. Toppen på Nunatak Voshod-5 är 342 meter över havet, eller 21 meter över den omgivande terrängen. Bredden vid basen är 0,34 km.
Terrängen runt Nunatak Voshod-5 är kuperad söderut, men norrut är den platt. Terrängen runt Nunatak Voshod-5 sluttar norrut. Trakten är obefolkad. Det finns inga samhällen i närheten.